# Kopiec Jagiełły
Kopiec Jagiełły – 5-metrowy kopiec usypany w sierpniu 1959 przez uczestników Ogólnopolskiego Zlotu Zuchowych Kręgów Pracy Związku Harcerstwa Polskiego, w odległości 1,3 km na południowy wschód od Grunwaldzkiego Pomnika (Pomnika Zwycięstwa Grunwaldzkiego) na polu bitwy pod Grunwaldem. Miejsce to jest hipotetycznym stanowiskiem dowodzenia króla Władysława Jagiełły na krótko przed bitwą oraz w jej pierwszej fazie. Na szczycie kopca znajduje się maszt z symbolicznymi chorągwiami królewskimi.
U stóp kopca znajdują się dwa harcerskie głazy:
- na pierwszym wyryty jest napis: KOPIEC JAGIEŁŁY USYPANY W SIERPNIU 1959 ROKU PRZEZ UCZESTNIKÓW OGÓLNOPOLSKIEGO ZLOTU KRĘGÓW PRACY ZHP UPAMIĘTNIAJĄCY STANOWISKO KRÓLA PRZED BITWĄ 15 VII 1410 R.
- na drugim znajduje się tablica z wizerunkiem Krzyża Harcerskiego i herbu Gminy Grunwald oraz napisem: 15 LIPCA 2011 ROKU W XX ROCZNICĘ POWSTANIA WSPÓLNOTY DRUŻYNY GRUNWALDZKIE PRZYNIOSŁY NA KOPIEC JAGIEŁŁOWY ZIEMIĘ Z PÓL BITEWNYCH Z CAŁEGO KRAJU NA KTÓRYCH, WALCZONO O WOLNĄ POLSKĘ. TABLICĘ UFUNDOWAŁA GMINA GRUNWALD. Głaz został odsłonięty przez Honorową Przewodniczącą „Wspólnoty Drużyn Grunwaldzkich” i zarazem Honorową Obywatelkę Gminy Grunwald hm. Barbarę Bogdańską-Pawłowską oraz wójta Gminy Grunwald Henryka Kacprzyka.

Z kopca rozpościera się rozległy widok na pole bitwy. W miejscu tym odbywają się ogniobrania w trakcie Zlotów Grunwaldzkich, organizowane przez „Wspólnotę Drużyn Grunwaldzkich” i Chorągiew Warmińsko-Mazurską Związku Harcerstwa Polskiego.

## Galeria

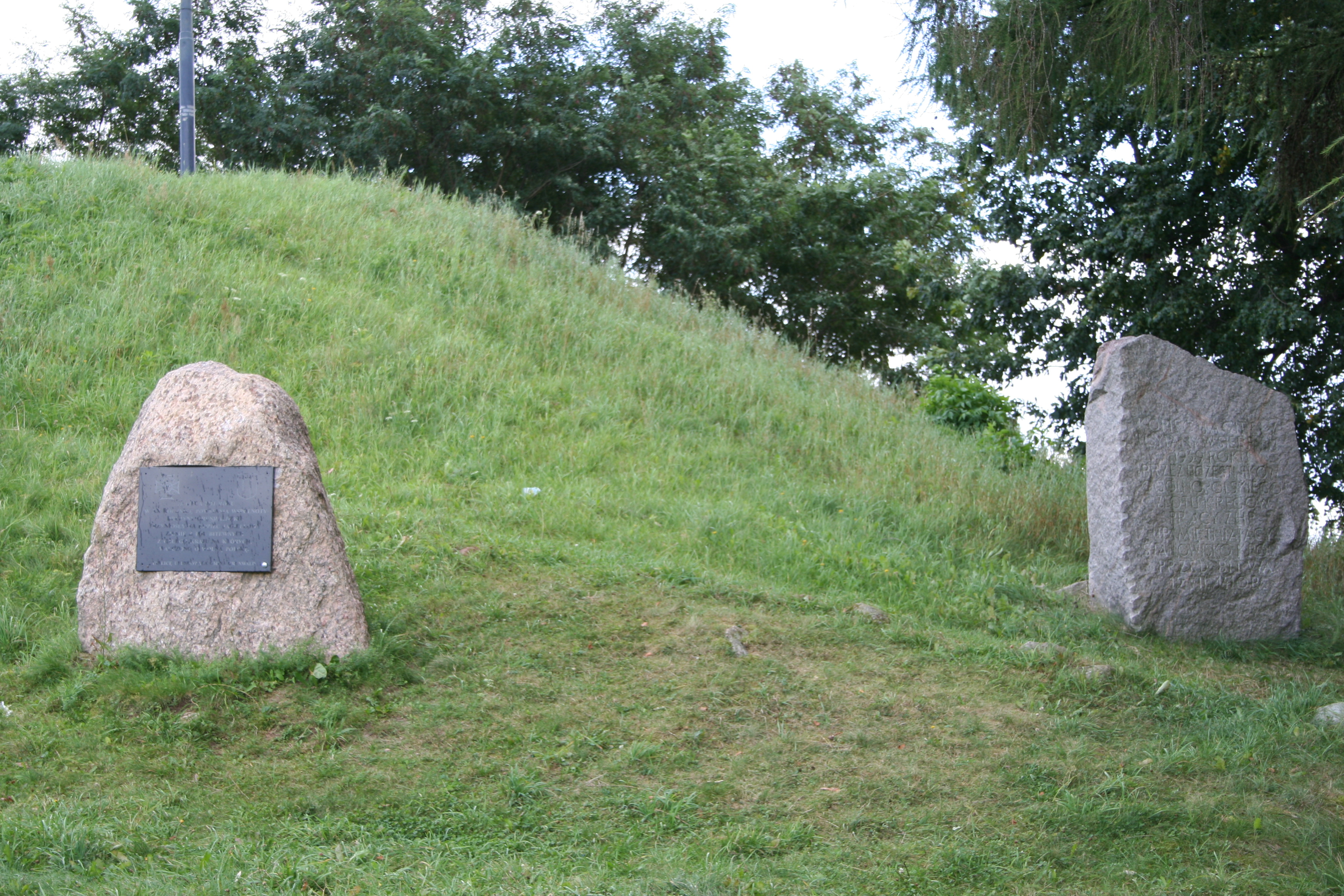
Głazy pamiątkowe
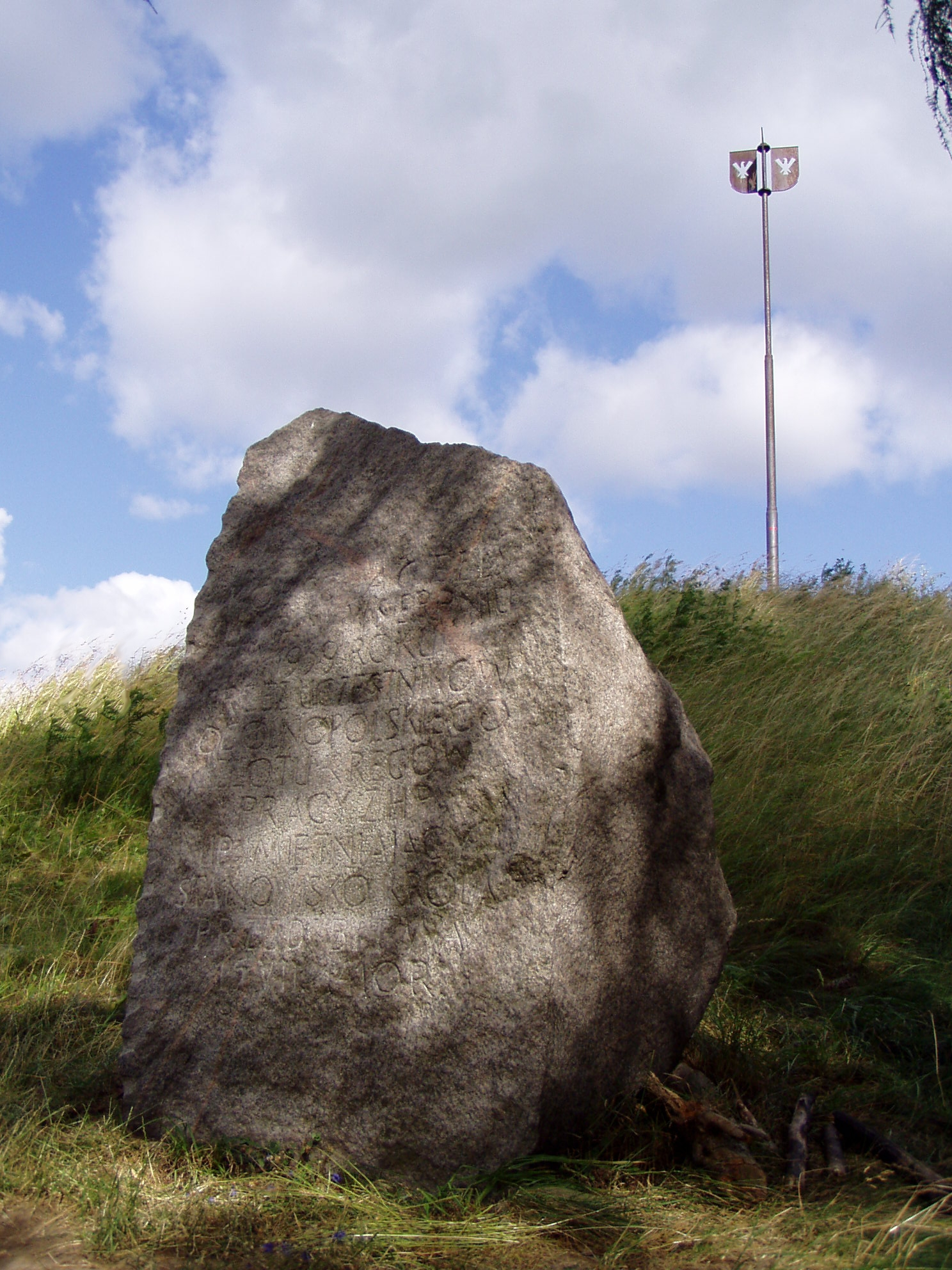
Kopiec Jagiełły z masztem na szczycie i głazem harcerskim z 1959
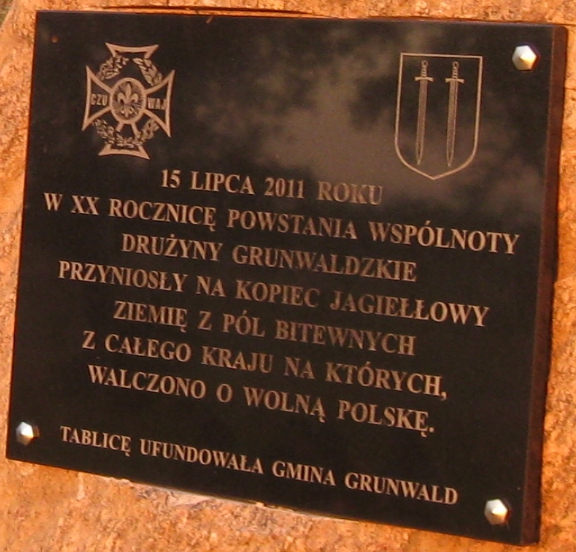
Tablica pamiątkowa na głazie z 2011